# Jordan Flores
Jordan Michael Flores (Wigan, 4 ottobre 1995) è un calciatore inglese, centrocampista del Bohemians.

## Carriera
Ha segnato 2 reti in 4 presenze nella fase a gironi della UEFA Europa League 2020-2021 con la maglia degli irlandesi del Dundalk; sempre nella stessa stagione aveva in precedenza giocato anche una partita nei turni preliminari di Champions League.

## Palmarès

### Club

#### Competizioni nazionali
- Football League One: 1

Wigan: 2015-2016
- Campionato irlandese: 1

Dundalk: 2019
- Coppa d'Irlanda: 1

Dundalk: 2020
- Coppa di Lega irlandese: 1

Dundalk: 2019
- Supercoppa d'Irlanda: 2

Dundalk: 2019, 2021